# حمزة العيلي
حمزة العيلي (21 يناير 1983) ممثل مصري.

## عن حياته
اسمه الكامل هو محمد حمزة محمد حسن العيلي ولد في المنيا; وُلِد في الحادي والعشرين من يناير عام 1983، درس «القانون» وتخرج من كلية الحقوق بجامعة بني سويف عام 2007 تقريباً، وقد بدأ (حمزة) رحلة التمثيل منذ أوائل عام 2001 تقريباً، وذلك من خلال مسرح الجامعة بكلية التربية الرياضية بمحافظة المنيا، وقد قدم حوالي خمسة عروض في قصر ثقافة المنيا وقد عمل مع عمالقة كثيرين هناك; مثل: صالح سعد - بهاء الميرغني - أشرف عتريس وغيرهم... تخرج (حمزة) من الدفعة الثانية بمركز الإبداع الفني بدار الأوبرا المصرية عام 2011، بعد دراسة دامت ما يقرب من الخمس سنوات، وقد ألتحق بها في عام 2006، وكما يرى (حمزة) فـ للمخرج «شريف عرفة» الفضل في تقديمه للجمهور من خلال مجموعة من الإعلانات الدعائية التي عمل فيها معه حتى اختاره في فيلم «اكس لارج» في الدور المميز دور «الحاج كرم» والذي لاقى إعجاباً واسعاً بين الجماهير... قدم (حمزة) العديد من الأعمال في مجال المسرح ثم السينما ثم التليفزيون.. وأسمى غاياته أن يصنع له كفنان تاريخ محترم ويقدم رسالة للجمهور العظيم

## المؤهلات الدراسية
- ليسانس الحقوق من جامعة بني سويف دفعة 2007
- ألتحق بمركز الإبداع الفني بدار الأوبرا المصرية تحت قيادة المخرج (خالد جلال)، وهو من خريجي الدفعة الثانية (تمثيل وإخراج) والتي تخرجت في 2011، وكان مشروع التخرج هو مسرحية (قهوة سادة).

## المهارات والأعمال السابقة

### الأعمال المسرحية
- مسرحية (عنبر رقم 1)
- مسرحية (مسافر ليل)
- مسرحية (الإسكافي ملكاً)
- مسرحية (أنا هاملت)
- مسرحية (قهوة سادة)
- مسرحية (1/2 ساعة هاملت)
- مسرحية (ظل الحمار)
- مسرحية (السفينة والوحشين)
- مسرحية (ارتجال في المخ)
- مسرحية (عن العشاق) عن كتاب (طوق الحمامة في الألفة والألاف) لابن حزم الإندلسى
- عرض (بردة البوصيري) عن بردة المديح للإمام البوصيري

### الأعمال التليفزيونية
- مسلسل مأمون وشركاؤه (رمضان) 2016
- مسلسل سيت كوم (من غير مقص)
- مسلسل (الكبير أوي 1) - دور (عامل التكييف) - إخراج / إسلام خيري (2010)
- مسلسل (أهل كايرو) - دور (فرد من أفراد أمن الفندق) - إخراج / محمد علي (2010)
- برنامج (مطلوب رئيس) - دور (البلطجي، الصياد، البدوي، الكوافير، البواب، سابيدر مان) - (2011)
- مسلسل (شربات لوز) - دور (يحيى) - إخراج / خالد مرعي (رمضان 2012)
- مسلسل (رقم مجهول) - إخراج / أحمد نادر جلال (رمضان 2012)
- مسلسل (كاريوكا) - دور (محرم فؤاد) - إخراج / عمر الشيخ (رمضان 2012)
- مسلسل (آسيا) - دور (الضابط مينا عاذر) - إخراج / محمد بكير (رمضان 2013)
- مسلسل (الإكسلانس) - دور (حمدي) - إخراج / وائل عبد الله (رمضان 2014)
- مسلسل (ابن حلال) - دور (مسكر) - إخراج / إبراهيم فخر (رمضان 2014)
- مسلسل (شطرنج) - إخراج / محمد حمدي (2015)
- مسلسل (شطرنج 2) - إخراج / محمد حمدي (2015)
- مسلسل (الكبير أوي 5) - إخراج / أحمد الجندي (2015)
- مسلسل (مأمون وشركاه) - إخراج / رامى إمام (رمضان 2016)
- مسلسل (7 أرواح) - إخراج / طارق رفعت (رمضان 2016)
- مسلسل (ليلة) - إخراج/ محمد بكير (2017)
- شديد الخطورة دور غاندي _ إخراج / حسام علي (2020)
- مسلسل فهد البطل دور نادر التمساح _ إخراج / محمد عبد السلام (2025)
- مسلسل تيتا زوزو دور احمد _ إخراج / شيرين عادل (2024) مسلسل النص دور درويش 2025
- مسلسل النص -2025
- بدل الحتوتة تلاتة

### الأعمال السينمائية
- فيلم (18 يوم) - إخراج / شريف عرفة - 2011
- فيلم (إكس لارج) - إخراج / شريف عرفة - 2011
- فيلم (على جثتي) - دور (عسكري المرور) - إخراج / محمد بكير - 2013
- فيلم (الجزيرة 2) - دور (حسني) - إخراج / شريف عرفة - 2014

## الجوائز والمهرجانات
- حاز على جائزة أحسن ممثل صاعد عن مسرحية «ظل الحمار» (إخراج إسلام إمام) في المهرجان القومي للمسرح 2010... حاز على جائزة الدير جست أحسن ممثل شاب 2014 وهذه على مستوى الشرق الأوسط.... تم تكريمه في المهرجان الكاثوليكي على اختياره لأعماله.. حاز على جائزة أفضل ممثل في مهرجان الحياة ببورسعيد عن دوره في مسلسل «7 أرواح»

## روابط خارجية
- حمزة العيلي على موقع الدهليز
- حمزة العيلي على موقع قاعدة بيانات الأفلام العربية